# Викарни епископ ремезијански
Викарни епископ ремезијански је титула коју носи викарни архијереј у Српској православној цркви. Почасна је титула помоћном епископу патријарха српског.
Титула се везује за Ремезијану која је била сједиште епархије у периоду од 366. до 614. године. Најпознатији епископ који је у њој столовао био је Свети Никита Ремезијански. Данас њена територија административно припада Епархији нишкој.
Дана 26. маја 2011, одлуком Светог архијерејског сабора Српске православне цркве на редовном засједању, за епископа ремезијанског је изабран Андреј (Ћилерџић), дотадашњи архимандрит из манастира Ковиљ. Епископ Андреј рекао је у интервјуу „Епископија ремезијанска била је иначе од првих векова Хришћанства спона између јединственог, једнодушног и истоверног православног Запада и православног Истока. У чину моје епископске хиротоније 18. септембра у Београду видим дивну Промисао и намеру Божју, да и ја, својим снагама и помоћу Божјом, продужим ову лепу традицију мостоградње Запада и Истока”.
Затим, одлуком Светог архијерејског сабора од 24. маја 2014. викарни епископ Андреј је именован за епархијског архијереја Епархије аустријско-швајцарске, а дужност ремезијанског епископа била је упражњена до 9. маја 2018. када је Свети архијерејски сабор на ову дужност изабрао архимандрита Стефана (Шарића), старјешину Храма Светог Саве.

## Епископи
- Андреј Ћилерџић (2011—2014)
- Стефан Шарић (2018—)